# Băcani
Băcani é uma comuna romena localizada no distrito de Vaslui, na região de Moldávia. A comuna possui uma área de 52.20 km² e sua população era de 2884 habitantes segundo o censo de 2007.